# Conservatoria delle Coste
Le Conservatoria delle Coste (« Conservatoire des côtes ») dont le nom officiel est Conservatoria delle Coste della Sardegna en italien et Conservatoria de sas Costeras de sa Sardigna en sarde, est une agence de la région autonome de la Sardaigne créée le 29 mai 2007.

## Objectifs
Les objectifs institutionnels sont ceux d'assurer la protection et l'amélioration des écosystèmes côtiers et de la gestion intégrée des zones côtières d'intérêt particulier pour le paysage ou l'environnement, de propriété régionales ou mises à la disposition par personnes morales de droit public ou privé.

## Organisation
Le Conservatoire a été créé comme un organisme indépendant. Ses organes sont le comité scientifique, le directeur exécutif et le Comité des commissaires aux comptes.
Directeur exécutif:
- M. Alessio Satta

Comité scientifique:
- M. Sandro Demuro, président
- M. Ignazio Camarda
- M. Sandro Roggio

Comité des commissaires aux comptes:
- M. Giovanni Nicola Paba, président
- Mme Carolina Cristiana Casu
- M. Stefano Scanu

## L'action du Conservatoire
Le Conservatoire de Côtes de la Sardaigne, inspiré par le modèle du National Trust anglais, mais surtout par le Conservatoire du littoral français, joue un rôle d'intégration de la protection des zones côtières avec des outils de planification, de programmation et de la réglementation. Le Conservatoire acquiert les territoires les plus fragiles et délicates grâce à des dons volontaires, préemption ou, exceptionnellement, par achat direct.
Après avoir achevé la requalification environnementale des zones côtières, la Conservatoria permet de gérer les domaines de gestion ou de les confier à d'autres institutions ou organismes régionaux, aux Communes, à les autres collectivités locales et associations ou coopératives afin de garantir la bonne gestion dans le plein respect des lois et les normes réglementaires établies.
Le Conservatoire détermine la façon dont ils doivent être gérés et administrés les territoires acquis, de sorte que la nature de ces lieux est constamment maintenu dans sa beauté et la richesse. L'Agence régionale définit également les utilisations, en particulier l'agriculture et le tourisme compatible avec ces objectifs.

## Images

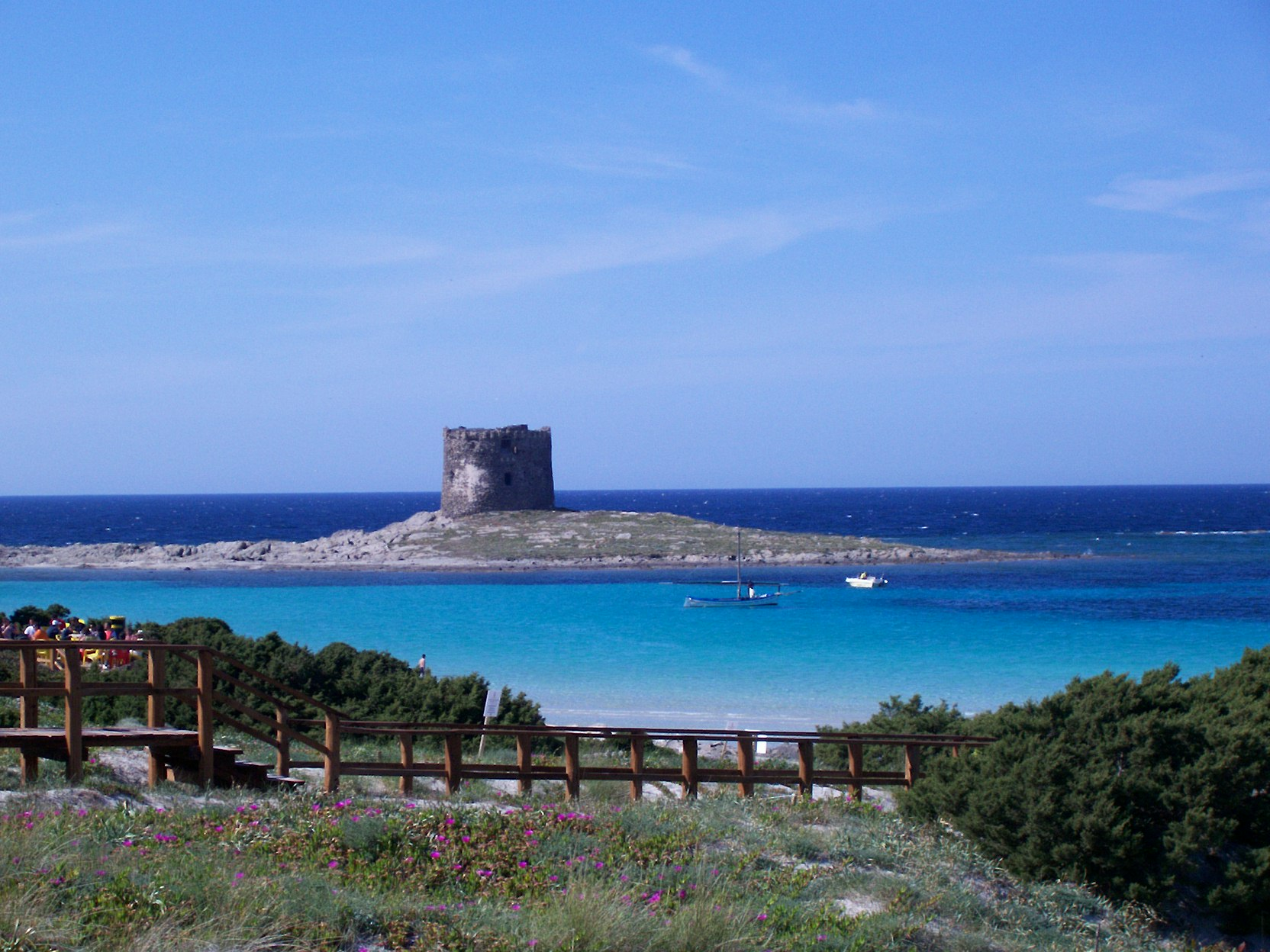
Tour de La Pelosa (Stintino)
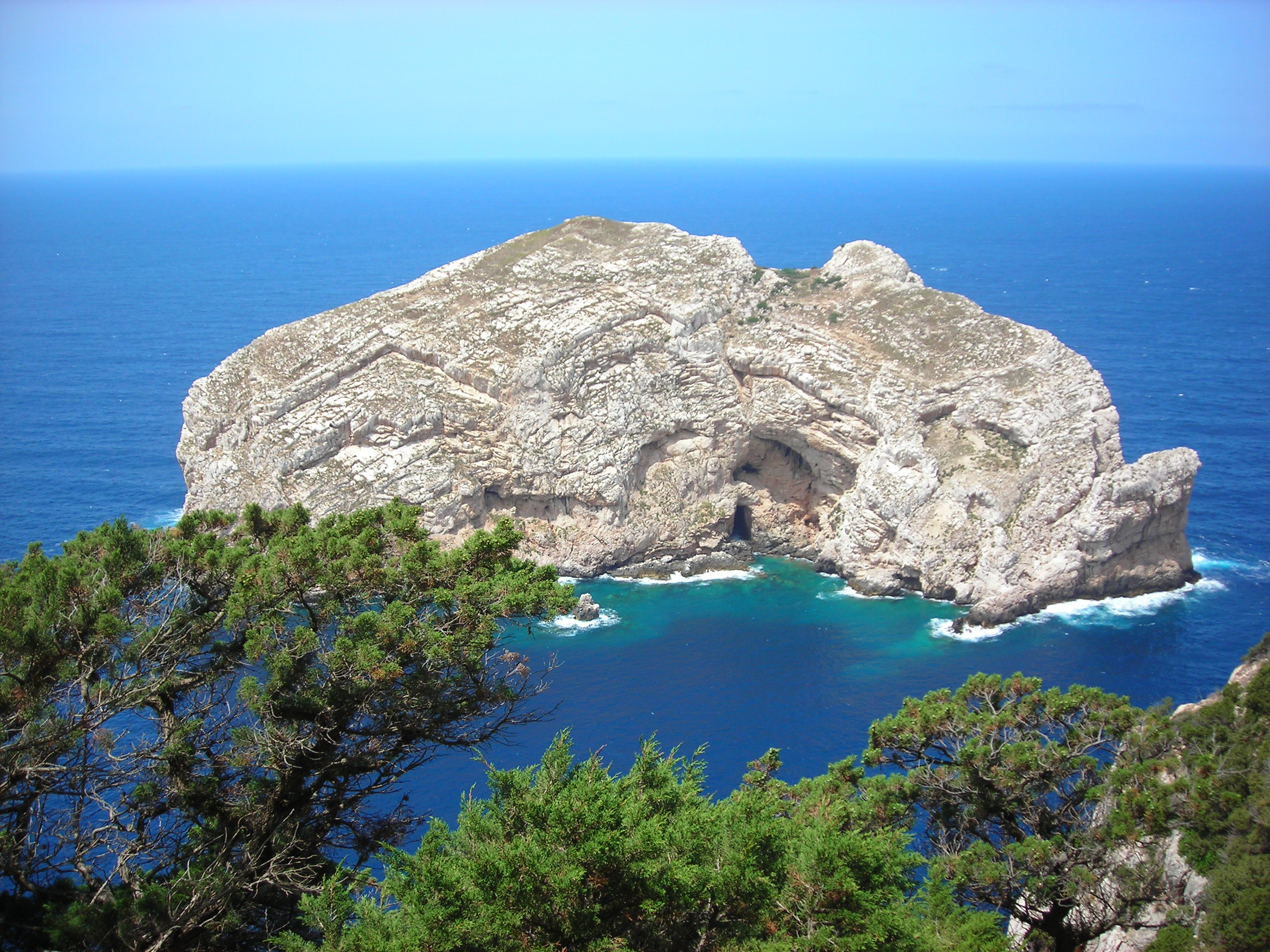
Île de Foradada (Alghero)
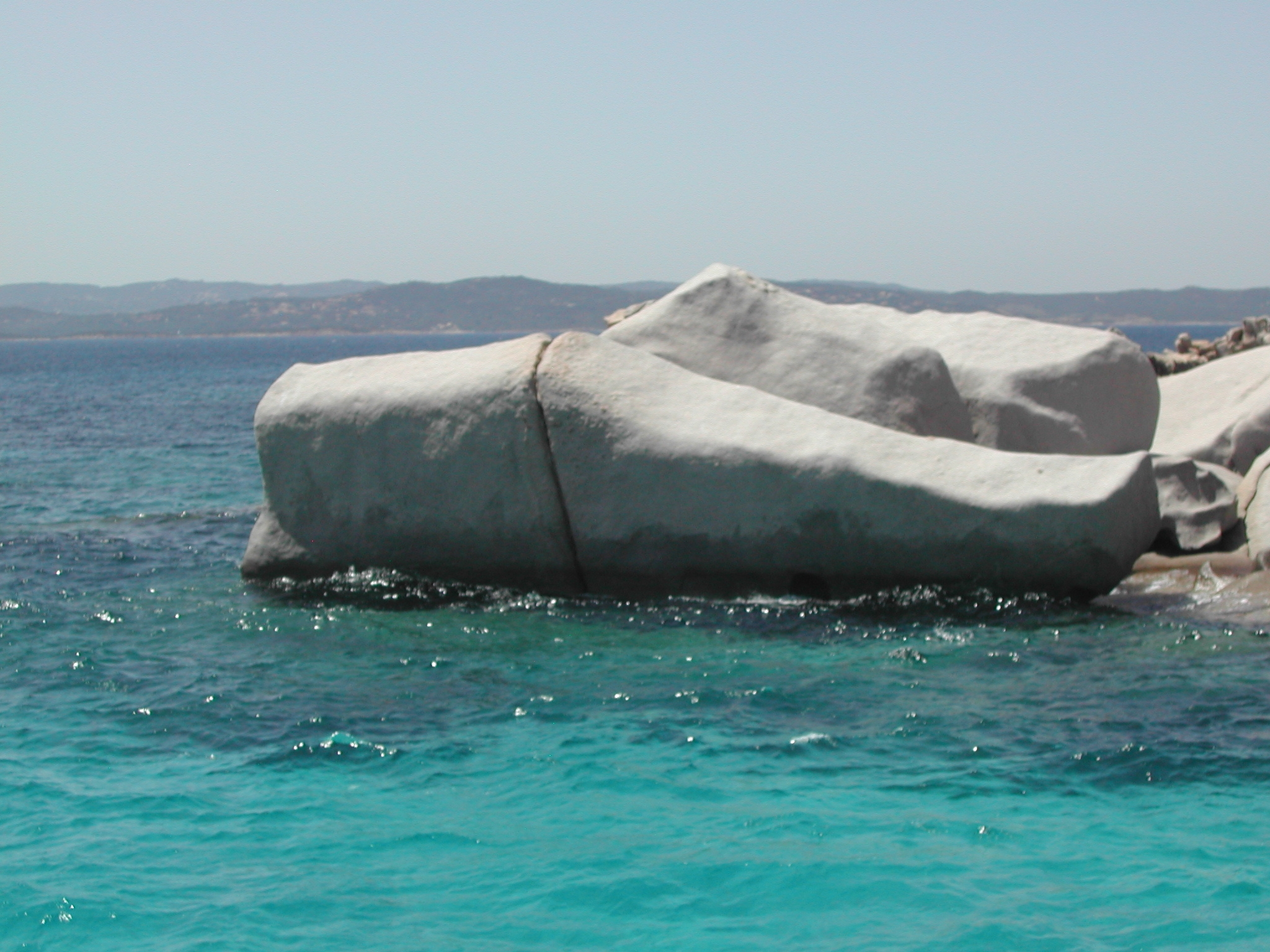
Île de Spargi (La Maddalena)
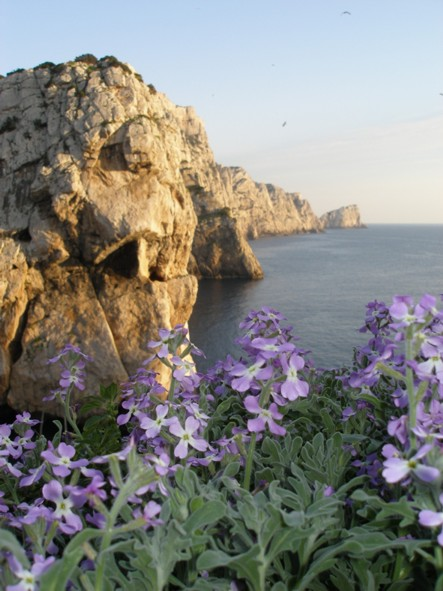
Isola Piana (Alghero)
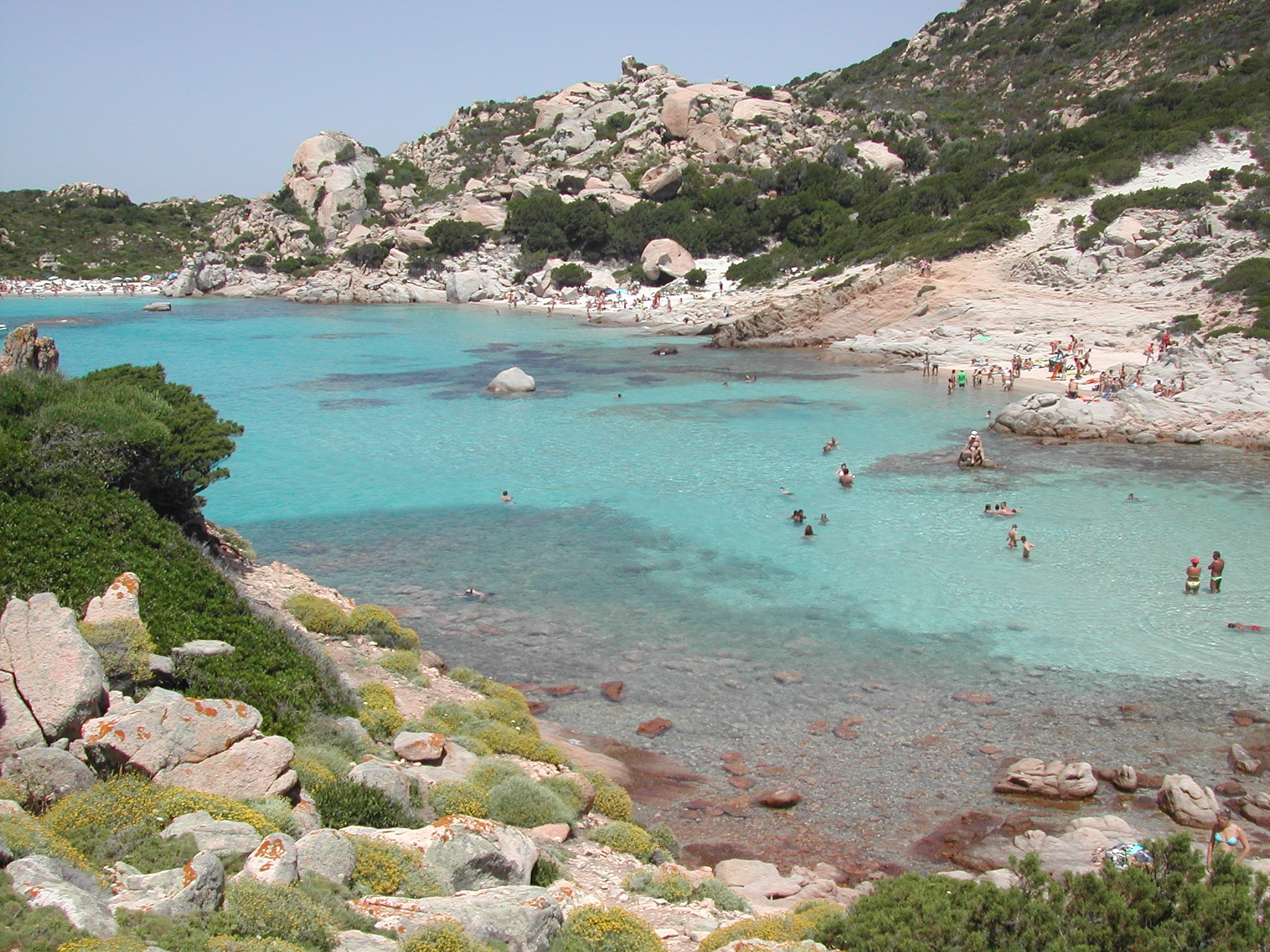
Île de Spargi (La Maddalena)
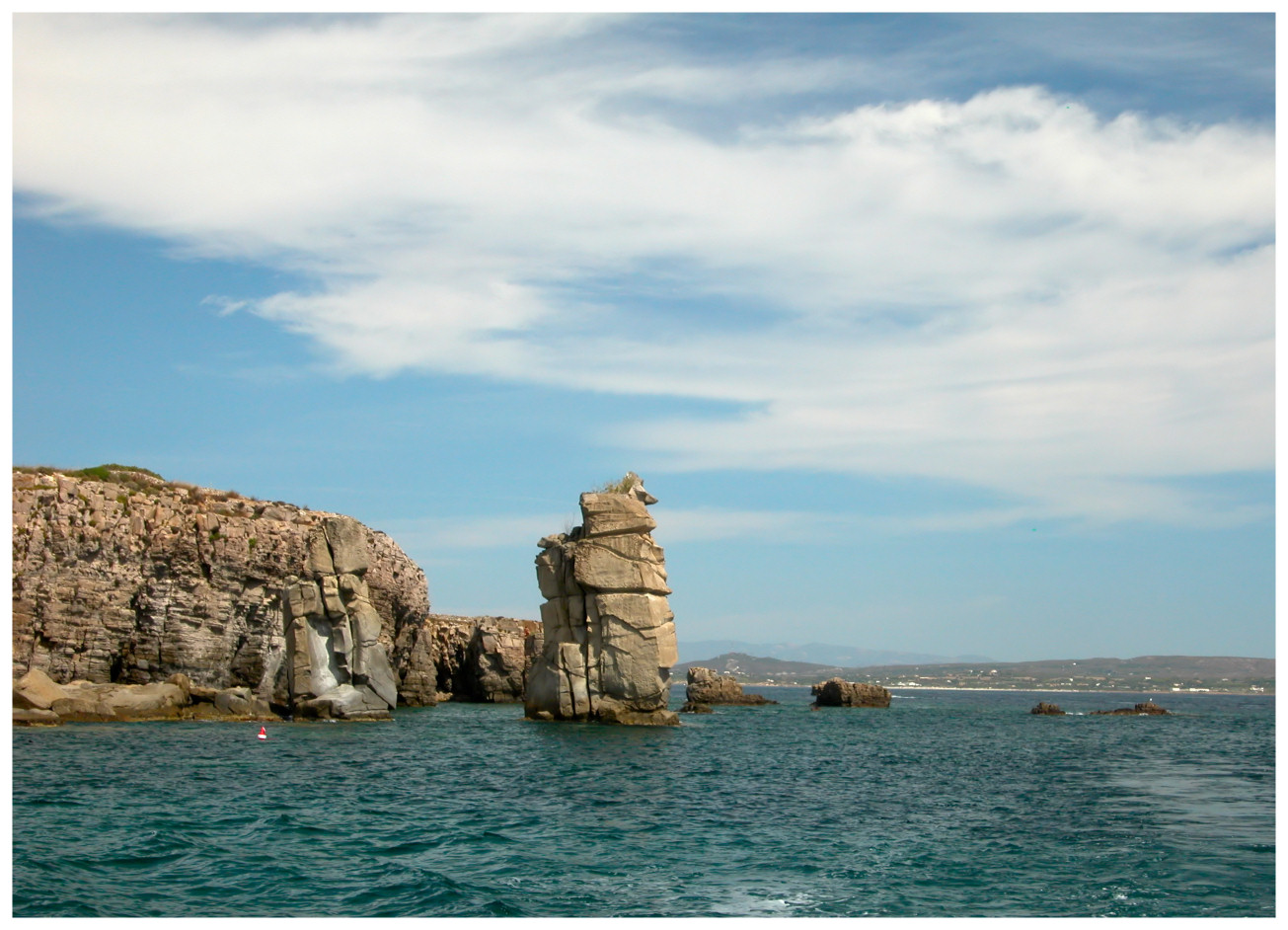
Les Colonnes de Carloforte, Île San Pietro, (Carloforte)
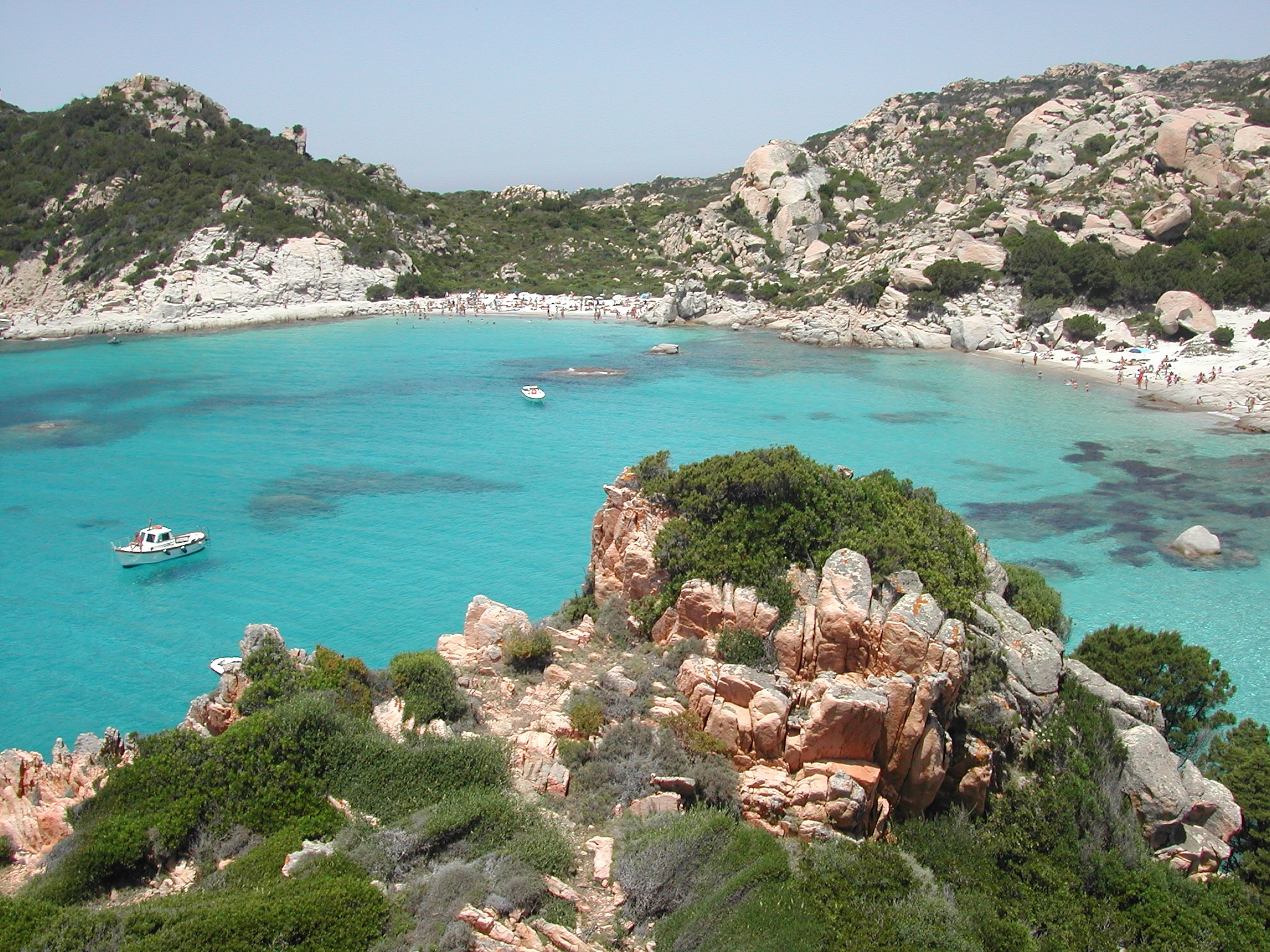
Île de Spargi (La Maddalena)
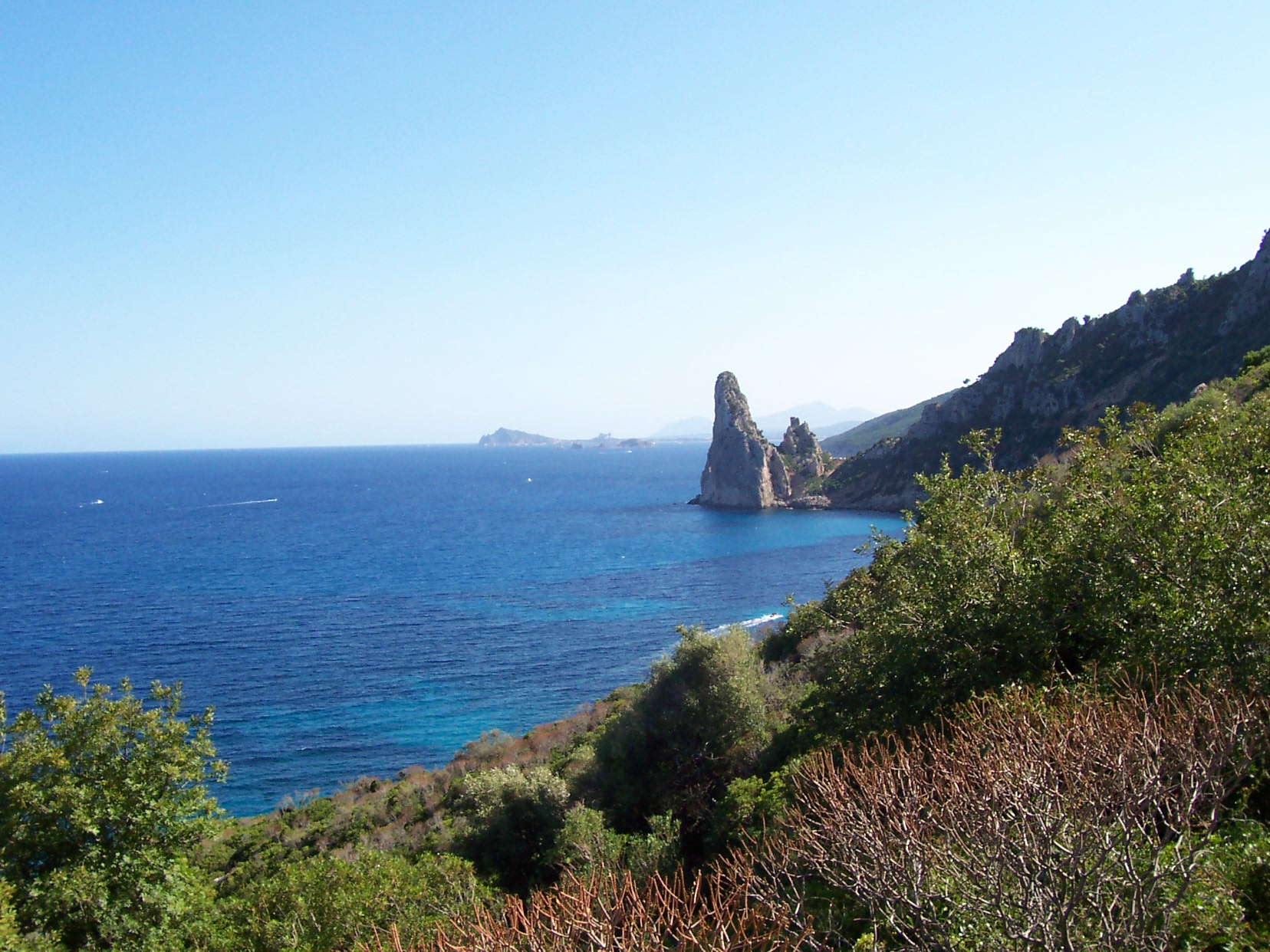
Pedra Longa (Baunei)
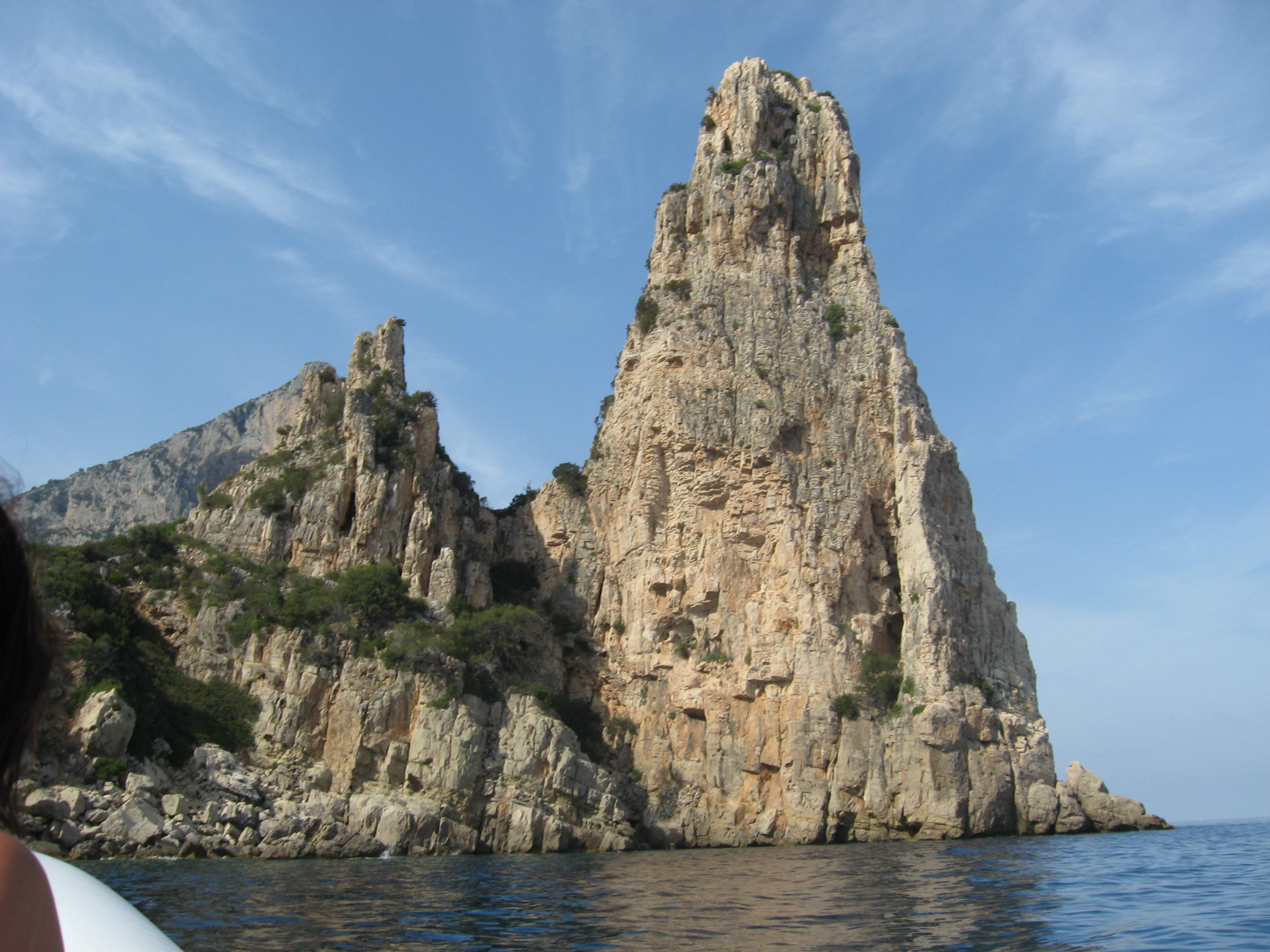
Pedra Longa (Baunei)
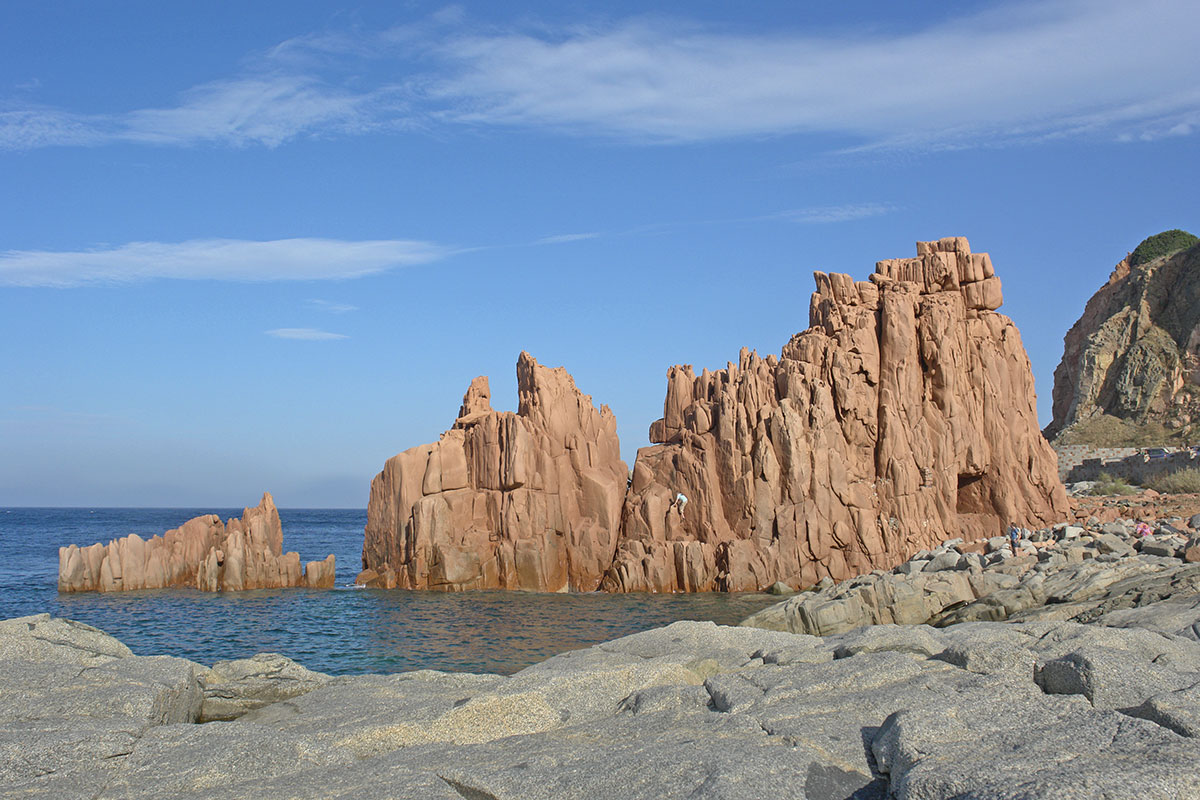
Arbatax
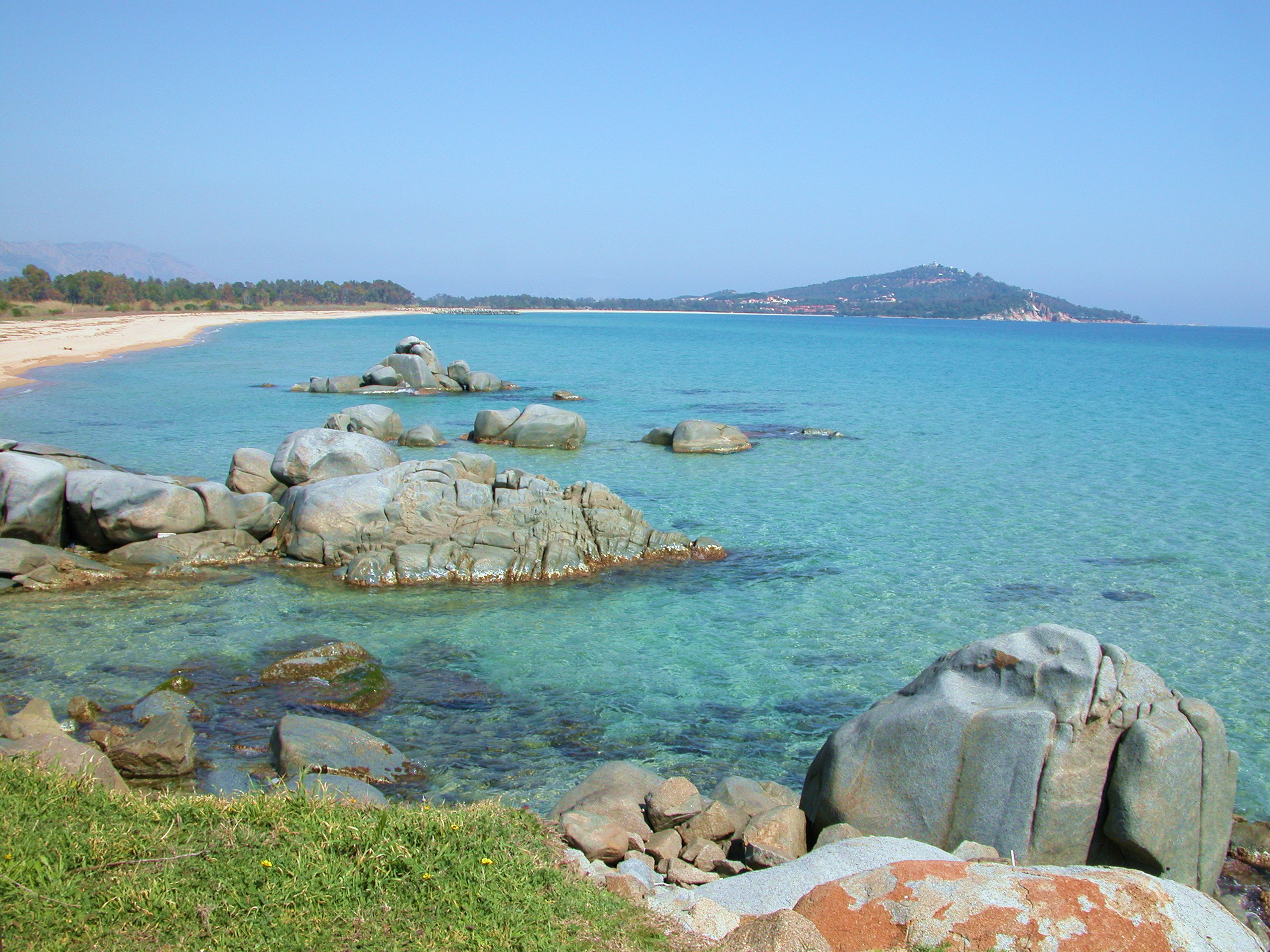
Plage de Orrì (Tortolì)
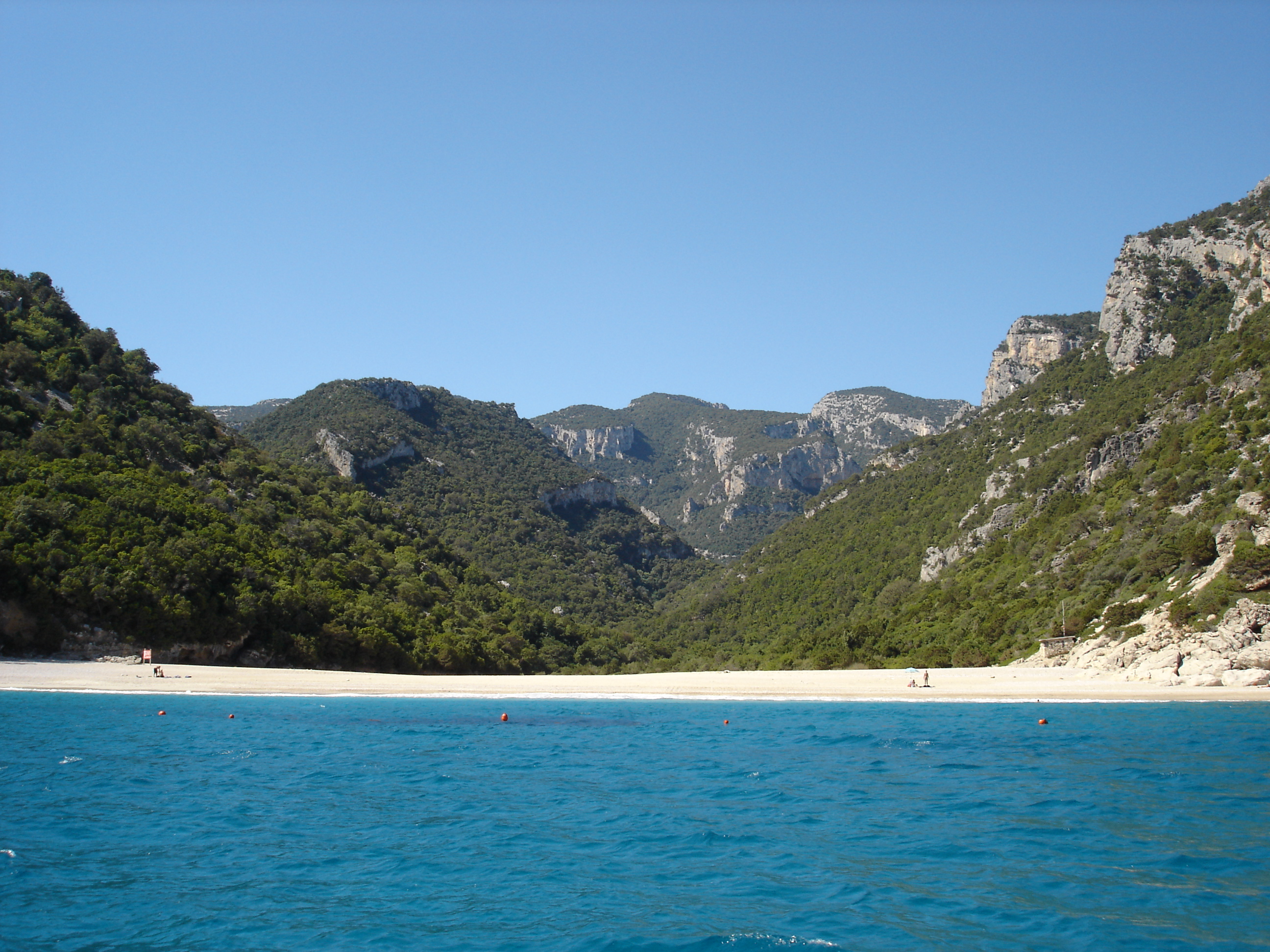
Cala Sisine (Baunei)